# Prefectura pretoriană a Orientului
Prefectura pretoriană a Orientului sau a Răsăritului (în latină praefectura praetorio Orientis, în greacă ἐπαρχότης/ὑπαρχία τῶν πραιτωρίων τῆς ἀνατολῆς) a fost una dintre cele patru mari prefecturi pretoriene în care a fost organizat Imperiul Roman târziu. Întrucât cuprindea cea mai mare parte a Imperiului Roman de Răsărit, iar sediul său era la Constantinopol, prefectul pretorian era cel mai puternic om din partea răsăriteană a imperiului, după împărat, servind în esență ca prim-ministru.

## Structură
Prefectura a fost înființată după moartea lui Constantin cel Mare în 337, când imperiul a fost împărțit între fiii săi, iar Constanțiu al II-lea a primit stăpânirea Orientului, cu un prefect pretorian ca ajutor principal. Teritoriul repartizat lui Constanțiu cuprindea patru (ulterior cinci) dioceze, care erau formate la rândul lor din mai multe provincii. Jurisdicția prefecturii se întindea din partea estică a Peninsulei Balcanice, grupată în Dioceza Tracia, până în Asia Mică, împărțită în diocezele Asia și Pont, și Orientul Mijlociu, cu diocezele Orient și Egipt.

## Lista depraefecti praetorio Orientis
- Pompeius Probus
- Ablabius (329-337/338)
- Septimius Acindynus (338-340)
- Flavius Philippus (344–351)
- Thalassius (? - 354)
- Domitianus (354)
- Strategius Musonianus (354–358)
- Flavius Hermogenes (358-360)
- Helpidius (360)
- Saturninius Secundus Salutius (361 până la câțiva ani din perioada domniei lui Valentinian)
- Nebridius
- Domitius Modestus (369–377)
- Quintus Clodius Hermogenianus Olybrius (379)
- Neoterius (380-381)
- Maternus Cynegius (384–388)
- Flavius Eutolmius Tatianus (388-392)
- Flavius Rufinus (10 septembrie 392 - 27 noiembrie 395)
- Caesarius (prima dată, 30 noiembrie 395 - 13 iulie 397)
- Flavius Eutychianus (prima dată, 4 septembrie 397 - 25 iulie 399)
- Aurelianus (prima dată, 17 august - 2 octombrie 399)[2]
- posibil Flavius Eutychianus (a doua oară, 11 decembrie 399 - 12 iulie 400)[3]
- Caesarius (a doua oară, 400-403)
- Flavius Eutychianus (a treia oară, 404–405)
- Flavius Anthemius (405–414)
- Flavius Monaxius (prima dată, 10 mai - 30 noiembrie 414)
- Aurelianus (a doua oară, 414–416)
- Flavius Monaxius (a doua oară, 26 august 416 - 27 mai 420)
- Flavius Eustathius (420-422)
- Asclepiodotus (423-425)
- Aetius (425)
- Hierius (prima dată, 425-428)
- Flavius Florentius (prima dată, 428–430)
- Antiochus Chuzon (430–431)
- Rufinus (431–432)
- Hierius (a doua oară, 432)
- Flavius Taurus (prima dată, 433–434)
- Flavius Anthemius Isidorus (435–436)
- Darius (436–437)
- Flavius Florentius (a doua oară, c. 438–439)
- Flavius Taurus Seleucus Cyrus (439–441)
- Thomas (442)
- Apollonius (442–443)
- Zoilus (444)
- Hermocrates (444)
- Flavius Taur (a doua oară, 445)
- Flavius Constantinus (prima dată, c. 447)
- Antiochus (448)
- Flavius Florentius Romanus Protogenes (448–449)
- Hormisdas (449–450)
- Palladius (450–455)
- Flavius Constantinus (a doua oară, 456)
- Flavius Constantinus (a treia oară, 459)
- Flavius Vivianus (459–460)
- Illustrius Pusaeus (465)
- Amasius (c. 469)
- Matronianus (491)
- Hierius (494–496)
- Euphemius (496)
- Polycarpus (498)
- Constantin (prima dată, 502)
- Appion (503)
- Leontius (503-504)
- Constantin (a doua oară, 505)
- Eustathius (505–506)
- Zoticus (511-512)
- Marinus (prima dată, c. 512–515)
- Sergius (517)
- Marinus (a doua oară, 519)
- Demosthenes (520-524)
- Archelaus (524–527)
- Basilides (c. 527)
- Atarbius (c. 528)
- Iulianus (530-531)
- Ioan Capadocianul (prima dată, 531-532)
- Phokas (533)
- Ioan Capadocianul (a doua oară, 533-541)
- Flavius Comitas Theodorus Bassus (c. 541) ca adjunct al lui Ioan
- Petru Barsimes (prima dată, 543-546)
- Flavius Comitas Theodorus Bassus (c. 548)
- Addaeus (c. 551)
- Hefaistos (551-552)
- Areobindus (c. 553)
- Petru Barsimes (a doua oară, 555-562)
- Diomedes (c. 572)
- Georgius (c. 598)
- Constantin Lardys (c. 602)